# Wasser- und Schifffahrtsdirektion Süd
Pour les articles homonymes, voir WSD.
 (octobre 2019).
La Wasser- und Schifffahrtsdirektion Süd (WSD Süd, en français Direction de l'eau et de la navigation sud) était une administration fédérale allemande subordonnée au ministère fédéral des Transports. Le siège était à Wurtzbourg.
Le 1er mai 2013, l'Autorité devient une branche de la Generaldirektion Wasserstraßen und Schifffahrt (GDWS) avec l'entrée en vigueur de la loi d'ajustement des responsabilités de la WSV.

## Juridiction
La Wasser- und Schifffahrtsdirektion Süd est chargée de garantir la sécurité et la facilité de transport sur les principales voies navigables principales du Main, le canal Rhin-Main-Danube, la Regen et le Danube.
L'autorité doit prévoir dans ce contexte l'entretien, la mise en valeur et le développement de ces voies navigables. Elle est responsable de la sécurité et de l'exploitation des installations d'expédition telles que les écluses, les niveaux, les déversoirs et les stations de pompage. Elle installe les panneaux maritimes sur les voies navigables de sa juridiction. En tant que police maritime, elle dirige et réglemente la circulation sur les voies navigables, inspecte les navires pour des raisons de sécurité, délivre des certificats de capacité à conduire des navires et prévient les dommages environnementaux causés par les navires.

## Autorités subordonnées
Les autorités suivantes sont subordonnées à la Wasser- und Schifffahrtsdirektion Süd :
- Wasserstraßen- und Schifffahrtsamt Aschaffenbourg
- Wasserstraßen- und Schifffahrtsamt Schweinfurt
- Wasserstraßen- und Schifffahrtsamt Nuremberg
- Wasserstraßen- und Schifffahrtsamt Ratisbonne
- Fachstelle Maschinenwesen Süd
- Fachstelle für Geoinformationen

## Budget
En 2005, la Wasser- und Schifffahrtsdirektion Süd disposait d'un budget de 141 millions d'euros et gérait des actifs d'une valeur de 4,9 milliards d'euros. En 2005, 67,4 millions d'euros sont investis dans l'entretien des voies de navigation de WSD-Süd.